# Spółgłoska emfatyczna
Spółgłoska emfatyczna – w gramatyce opisowej języków semickich (i innych afroazjatyckich) spółgłoska zapisywana w transkrypcji literą z kropką pod  spodem, realizowana jako faryngalizowana (w języku arabskim i aramejskim), glottalizowana w językach etiopskich a niekiedy jako welaryzowana. Jednak, jako że do najbardziej rozpowszechnionych języków semickich należą arabski i aramejski, często emfatyczność utożsamia się nieściśle z faryngalizacją.
W języku prasemickim istniało pięć spółgłosek emfatycznych, najprawdopodobniej realizowanych jako glottalizowane:
- zwarta zębowa (ṭ), wymawiana [tʼ]
- szczelinowa lub zwarto-szczelinowa zębowa (ṱ), wymawiana [θʼ] lub [tθʼ]
- szczelinowa lub zwarto-szczelinowa dziąsłowa (ṣ), wymawiana [sʼ] lub [tsʼ]
- szczelinowa lub zwarto-szczelinowa boczna (ṣ́), wymawiana [ɬʼ] lub [tɬʼ]
- zwarta tylnojęzykowa (ḳ) wymawiana [kʼ]

Należy zaznaczyć, że np. w językach kaukaskich, gdzie nie funkcjonuje pojęcie emfatyczności, spotkać można jednocześnie spółgłoski faryngalne, glottalizowane i spółgłoski faryngalno-glottalizowane (na przykład w języku ubychijskim).